# Otto Dibbelt
Otto Ernst Ewald Dibbelt (* 5. Juli 1881 in Stralsund; † 9. Mai 1956 ebenda) war ein deutscher Biologe, Pädagoge und Gründer des Vorgängermuseums des heutigen Deutschen Meeresmuseums in Stralsund.

## Biografie

### Jugend, Ausbildung und Lehrertätigkeit
Dibbelt war das sechstes von acht Kindern der Eheleute Wilhelm Friedrich Jacob Dibbelt, eines Kunst- und Handelsgärtners, und Wilhelmine Dibbelt. Sein Vater war naturwissenschaftlich sehr interessiert und wünschte sich stets ein Naturkundemuseum in Stralsund. In der Gärtnerei der Familie am Tribseer Damm Nr. 18 wurde Gemüse angebaut. Dazu betrieb die Mutter eine Samenhandlung.
Er besuchte in Stralsund bis 1899 die Höhere Knabenschule und war in den Ferien in der elterlichen Gärtnerei tätig. Nach dem Besuch der Mittelschule sollte er auf Wunsch seines Vaters Zeichenlehrer werden, was er nicht wollte. 1899 begann er am Königlichen Lehrerseminar in Pölitz eine Ausbildung zum Volksschullehrer. Nach einer schweren Tuberkulose bestand er, noch bettlägerig, 1902 die Erste Lehrerprüfung mit der Note Gut.
In dieser Tätigkeit arbeitete er von 1902 bis 1907 in Gräbnitzfelde (Landkreis Saatzig), wo er neue pädagogische Methoden ausprobierte und auch als Küster tätig war. Im April 1904 bestand er die Zweite Lehrerprüfung. Von Ostern 1907 bis 1909 war er Volksschullehrer in Tribsees in der Gehobenen Stadtschule und zudem an der Handwerker-Fortbildungsschule tätig. Er wurde Mitglied im Evangelischen Jünglingsverein. Stark beeinflussten ihn die Arbeiten und Konzepte Pestalozzis, Comenius’ und Wicherns. Von 1909 bis 1910 war er in Anklam, ab 1910 für ein Jahr in Massow als Lehrer tätig. Im Januar 1911 begann er, in Stralsund das Abitur im Realgymnasium nachzuholen. Im März 1913 musste er die Ausbildung abbrechen, um der Mutter im Geschäft zu helfen. 1914 arbeitete er wieder als Volksschullehrer in Pölitz und ab 1915 wieder in Anklam. Parallel dazu bildete er sich weiter und legt 1916 extern die Reifeprüfung am Pasewalker Realgymnasium ab.
1915 erhielt Dibbelt in Kolberg eine einmonatige militärische Ausbildung. Im Februar 1917 kam er an die Front nach Russland. In dieser Zeit sammelte er Geld für die Kriegsanleihe und war Vertrauensmann des Ersatzbataillons. Im August und September 1917 war er an Stellungskämpfen am Serwetsch beteiligt. Im Mai und Juni 1918 zunächst nach Sperenberg zu einem Schallmesstrupp versetzt, erhielt er nach seiner Verlegung nach Frankreich für seine Beteiligung an Kämpfen vom Juli bis September 1918 auf den Maashöhen das Eiserne Kreuz II. Klasse. Nach dem Ersten Weltkrieg war er wieder in Anklam und in Pasewalk als Lehrer tätig.
Von 1919 bis 1921 studierte Dibbelt an der Universität Greifswald Biologie, Zoologie, Geographie, Chemie, Geologie, Mineralogie und Philosophie, 1920 unterbrochen durch ein Semester an der Marinen Forschungsstation Kristineberg bei Lysekil in Schweden. Der nahezu mittellose Dibbelt erhielt dabei Unterstützung vom Direktor des Botanischen Instituts, Franz Schütt. Schütt war es auch, der Dibbelt im Januar 1919 zur Arbeit für die Mittelstandspartei im Raum Stralsund warb. 1921 legte Dibbelt die wissenschaftliche Prüfung ab, im gleichen Jahr die pädagogische Prüfung und mit einer Arbeit zum Thema Beiträge zu einer Halophytenflora der vorpommerschen Salzstellen unter besonderer Berücksichtigung des Rosentales bei Greifswald den Doktortitel der Philosophischen Fakultät. Nach dem Studium war er zunächst als Volontär in Greifswald und ab 1922 als Studienrat am Lyzeum in Kolberg tätig. Dibbelt heiratete 1922 in Bokenäs Astrid Laura Emilia Håkansson (1892–1973) aus Schweden, die er bei seinem Studienaufenthalt in Bohuslän kennengelernt hatte.

### Kolberger Verein für Heimatkunde
In Kolberg war Dibbelt fortan sehr an der Entwicklung der Heimatkunde interessiert. Er gründete 1924 den „Kolberger Verein für Heimatkunde“. Astrid Dibbelt unterstützte seine Tätigkeiten beim Aufbau eines Museums und beim Erwerb vieler Museumsobjekte auch mittels ihres ererbten Vermögens. Über 100.000 Mark gaben Dibbelts für Museumsstücke aus. Otto Dibbelt hatte die Schriftleitung der vom Verein in der Kolberger Zeitung für Pommern herausgegebenen Monatsblätter. In drei Räumen des Lyzeums eröffnete am 17. März 1925 das Kolberger Heimatmuseum, in dem Astrid Dibbelt eine schwedische Webstube eingerichtet hatte. Aus dieser wurde bald eine Webschule, die Astrid Dibbelt leitete. Er leitete das Museum, zunächst ehrenamtlich, später auch als Freigestellter, bis zum September 1936. Ab 1925 gab der Heimatkundeverein auch die „Kolberg-Körliner Heimat-Kalender“ heraus; von ihm erschienen bis 1938 14 Jahrgänge unter der Schriftleitung Otto Dibbelts. Er war zudem ab 1932 Vertrauensmann für Bodenaltertümer des Stadt- und Landkreises Kolberg und ab 1934 Kommissar für Naturschutz des Stadtkreises Kolberg.
Dibbelt stand den Nationalsozialisten zunächst eher unkritisch gegenüber. Er versuchte, seine Arbeit fortzusetzen und arrangierte sich mit den neuen Umständen. Er hielt, obwohl nicht NSDAP-Mitglied, Vorträge für den NS-Schulungsdienst zu Themen wie „Familienforschung und Erblehre“ und „Volksentartung und ihre Bekämpfung“. 1936 wurde Dibbelt des Verstoßes gegen die Devisenbestimmungen beschuldigt und zu einer Geldstrafe von 20.000 Mark verurteilt. In Unkenntnis dieser Bestimmungen hatten die Dibbelts mit dem schwedischen Vermögen Museumsobjekte gekauft, ohne das in Schweden angelegte Vermögen zur Vermögenssteuer anzumelden, zudem wurde ihnen der Besitz eines nicht angemeldeten Kontos zur Last gelegt.
Das Museum war 1935 vom Lyzeum in ein ehemaliges Logenhaus verlegt worden, wobei die naturwissenschaftliche Sammlung ausgelagert wurde. Wegen ungeklärter Eigentumsfragen rund um die zahlreichen Museumsstücke, die Dibbelt geschenkt bekam oder selbst kaufte, die aber zum Teil später vom Verein oder auch der Stadt gekauft wurden, wurde Dibbelt im September 1936 als Museumsleiter entlassen. Im September 1937 musste er das Amt des Pflegers der kulturgeschichtlichen Bodenaltertümer niederlegen und am 12. Oktober 1938 auf Drängen der Gestapo auch das Amt des Ersten Vorsitzenden des Heimatkundevereins, das er schon seit Oktober 1935 wegen des laufenden Devisenverfahrens hatte ruhen lassen. Auch seiner Frau wurden nunmehr Schwierigkeiten bereitet. Die Webschule stellt 1938 ihre Arbeit ein, da es seitens der Stadt Kolberg Behinderungen bei der Miete neuer Räumlichkeiten gab, zudem erhielt Astrid Dibbelt nur noch wenig Material. Otto Dibbelt wurde wegen der Vorstrafe und wegen eines im Februar 1940 angestrengten Verfahrens wegen Verstoßes gegen das Pressegesetz (Strafsache 5 Ds.8/40) am 10. Juni 1940 an die Bugenhagen-Schule, eine staatliche Jungen-Oberschule, nach Treptow an der Rega strafversetzt, jedoch blieb Dibbelt wegen der Nähe Treptows zu Kolberg in Kolberg wohnen. Daraufhin folgte am 1. Oktober 1940 eine weitere Versetzung, diesmal nach Franzburg.

### Zweiter Weltkrieg
In Franzburg war Dibbelt als Lehrer an der Aufbauschule tätig. Zudem war er Kreisfachbearbeiter für Pflanzendrogen. Im Frühjahr 1941 erkrankte er an den Stimmbändern und bekam fortan trotz baldiger Genesung damit stets im Frühjahr Schwierigkeiten. Im Dezember 1942 unterzog er sich in Greifswald einer Radikaloperation der Kieferhöhle.
Dibbelt wollte nicht in Franzburg bleiben; nun, da er seiner Vaterstadt wieder nahe war, zog es ihn dorthin mit dem erklärten Ziel des Aufbaus eines naturwissenschaftlichen Museums. Seine Versetzungsgesuche blieben jedoch erfolglos. Dafür bekam er eine Stelle an der Oberschule in Pasewalk, an der er bereits nach 1919 tätig gewesen war. Er trug seine Museumspläne dem damaligen Oberbürgermeister Stralsunds, Hans Fichtner vor, der ihm Unterstützung zusagte. Daraufhin überweis Dibbelt in den Jahren 1943 und 1944 insgesamt 85.000 Reichsmark „an die Stadtkasse Stralsund (…) für die Naturwissenschaftlichen Sammlungen“. (Stadtarchiv Stralsund, Akte 38.1716). Er brachte trotz der Kriegswirren seine Sammlungen im Juni 1944 aus Kolberg nach Stralsund, wo sie im Rathaus untergebracht wurden. Nach dem Bombenangriff auf Stralsund am 6. Oktober 1944 musste Dibbelt einen der zwei belegten Räume wieder abgeben und ließ die Conchiliensammlung nach Buchholz in der Nähe Franzburgs bringen, wo sie bis 1947 in einer Garage eingelagert werden. Das von ihm überwiesene Geld ging nach dem Krieg durch die Währungsreformen verloren.

### Nach 1945
Das Kriegsende erlebt Dibbelt 1945 in Franzburg. In Dibbelts Wohnung im Schulgebäude feierten sowjetische Offiziere den 1. Mai zusammen mit Otto und Astrid Dibbelt, die beide Russisch sprachen. Dies ermöglichte den Dibbelts auch, in den Nachkriegswirren Frauen im Schulgebäude Schutz vor Übergriffen und Vergewaltigungen zu gewähren. Die Dibbelts mussten, nachdem die Schule zum Lazarett umfunktioniert worden war, in ein anderes Haus umziehen. Der Stralsunder Kommandant Major Rumienzow lud Dibbelt ein, Vorträge über die Rassentheorie der Nationalsozialisten zu halten. Diese, im Stralsunder Theater gehalten, fielen zum Gefallen des Kommandanten aus. Er wurde als Dezernent für das Franzburger Kinderheim eingesetzt, im Sommer 1945 dann zum Amtsrichter ernannt. Im Herbst 1945 wurde er Studienrat und bald danach Direktor an der Oberschule in Franzburg, an der ab Dezember 1945 auch seine Frau als Russischlehrerin tätig war. Im Februar 1946 wurde ihm das Amt des Kreisschulrats mit Dienstort in Barth übertragen. Als das Amt nach Stralsund verlagert wurde, zog Dibbelt dort in eine kleine Wohnung ganz in der Nähe seines einstigen Elternhauses. In Franzburg betrieb er die Wiedereröffnung der Volkshochschule, die er am 11. Juni 1946 eröffnen konnte. 1947 zogen Otto und Astrid Dibbelt nach Stralsund in eine Wohnung am Wulflamufer Nr. 20.
Dibbelt bewarb sich im Juni 1946 an der Ernst-Moritz-Arndt-Universität Greifswald und wurde dort ab 1. Oktober 1946 als Dozent für Methodik und Didaktik der Biologie eingestellt. 1948 wurde er Professor seines Fachgebietes. In dieser Tätigkeit baute er Verbindungen zu den schwedischen Universitäten in Lund und Uppsala auf. Ganz Kind seiner Zeit vertrat er vehement die Theorien von Iwan Mitschurin und Trofim Lyssenko; deren Widerlegung erlebte er nicht mehr.

### Naturmuseum in Stralsund
Seinen Traum von der Einrichtung eines Naturmuseums in seiner Geburtsstadt hatte Dibbelt nie aufgegeben. Ab Ende 1946 setzte er ihn in die Tat um und begann mit einem solchen Aufbau. Der Stralsunder Oberbürgermeister Hermann Salinger bestärkte ihn in seinen Bemühungen. In Anbetracht der Materialknappheit stand die Landesregierung diesem Plan skeptisch gegenüber. Er erhielt an der Greifswalder Universität jedoch einen Forschungsauftrag zur „Errichtung eines heimatgebundenen Naturmuseums in Stralsund im Rahmen der Jugend- und Erwachsenenbildung“. Im Katharinenkloster Stralsund, in dem sich bis zum Kriegsende ein Gymnasium befunden hatte, wurde ihm ein 70 Quadratmeter großer Raum, der ehemalige Zeichensaal, zur Verfügung gestellt. Seine privaten Sammlungen bildeten den Grundstock zum Aufbau des Naturkundemuseums Stralsund, das heute als Deutsches Meeresmuseum Weltruhm erlangt hat. 1950 standen schon 725 Quadratmeter als Museumsfläche zur Verfügung. Dibbelt kaufte auch weiterhin zahlreiche Objekte von seinem eigenen Geld. Es gelang ihm zudem, viele bedeutende Sammler, Forscher und Wissenschaftler von seiner Idee eines Naturkundemuseums zu begeistern. Er erhielt Unterstützung von Stralsunder Bürgern und Künstlern, die ihm bei der Gestaltung der Ausstellung halfen.
Am 24. Juni 1951 konnte das Naturmuseum eröffnet werden, das fortan von der Bevölkerung gut angenommen wurde. Dibbelt war weiter rastlos tätig, um das Museum ständig zu erweitern. Dies war umso schwerer, als es in der Nachkriegszeit in der jungen DDR andere Prioritäten gab als den Aufbau eines Museums.
1952 erlitt er einen Herzinfarkt und beendete daraufhin aus gesundheitlichen Gründen die Lehrtätigkeit. Dibbelt wurde am 1. September 1952 emeritiert und bekam eine Anstellung ab 1. Januar 1953 beim Rat der Stadt Stralsund. Ab 1952 war Dibbelt Naturschutzbeauftragter in Stralsund. Ihm wurden am 30. April 1954 die fachliche Anleitung und Überprüfung des Heimatmuseums auf Hiddensee und die naturkundlichen Abteilungen aller Heimatmuseen im Bezirk Rostock übertragen.
Nachdem das von ihm aufgebaute Museum Ziel zahlreicher Kritiken anderer Museumsdirektoren geworden war erlitt Dibbelt bei einem Aufenthalt in Greifswald einen Schlaganfall. Er blieb teilweise gelähmt. Am 9. Mai 1956 starb Otto Ernst Ewald Dibbelt im Krankenhaus am Sund. Er wurde am 12. Mai 1956 auf dem St.-Jürgen-Friedhof in Stralsund unter großer Anteilnahme der Stralsunder beerdigt. An seinem Grab steht eine Weigelia rosea, die nach Christian Ehrenfried von Weigel, einem von Dibbelt sehr geschätzten, aus Stralsund stammenden Forscher benannt ist. Anlässlich des 50. Jubiläums des Meeresmuseums im Jahr 2001 widmete das Museum seinem Gründer, Otto Dibbelt, eine Medaille.

### Gesellschaftliche Tätigkeit nach 1945
Dibbelt als Christ war von der Idee eines Neuaufbaus eines demokratischen Deutschlands unter sozialistischen Vorzeichen begeistert. Im Februar 1946 trat er in die Sozialistische Einheitspartei Deutschlands (SED) ein. 1947 wurde er Mitglied des FDGB. Im August 1947 wurde er Vorstandsmitglied der Ortsgruppe Stralsund der „Gesellschaft zum Studium der Kultur der Sowjetunion“. Er war Gründungsmitglied und Vorstandsmitglied des „Kulturbundes zur demokratischen Erneuerung Deutschlands“ und hatte den Vorsitz der „Geographischen Gesellschaft“ in Stralsund. Er war Dozent an der Stralsunder Volkshochschule und Gründungsmitglied der Gesellschaft zur Verbreitung wissenschaftlicher Kenntnisse (URANIA) im Bezirk Rostock. Er war Mitglied des Bezirksfriedenskomitees und ab Oktober 1951 Vorsitzender des Kreisfriedenskomitees Stralsund.

## Werke
- Monatsblätter des Kolberger Vereins für Heimatkunde
- Kolberg-Körliner Heimatkalender
- Jahrbuch des Kolberger Vereins für Heimatkunde
- Ostgermanische Gräber bei Mechenthin am Unterlauf der Persante im Kreise Kolberg-Körlin, in: ElbingJb Heft 15, 1938, S. 92
- Der Schatzfund von Stöckow u. a. in: Manfred Vollack: Das Kolberger Land Seine Städte und Dörfer. Ein pommersches Heimatbuch, ISBN 3-88042-784-4
  - Aus dem Kolberger Museum in: Pommersche Heimatpflege l (1930), S. 87–92.
- Heimatmuseum und Volksbildung in: Bücherei und Bildungspflege 8 (1928), S. 223–231.
- Der Lehrer als Heimatforscher, in: Aus dem Lande Belgard, 1924, (Transliteration/Edition 2022, d:Q114588979)